# مایلز جونز
مایلز جونز (انگلیسی: Miles Jones؛ زادهٔ ۱۷ دسامبر ۱۹۸۷) بازیکن فوتبال اهل باربادوس است.
از باشگاه‌هایی که در آن بازی کرده‌است می‌توان به باشگاه فوتبال هیز و یدینگ یونایتد، باشگاه فوتبال چالفونت سنت پیتر، باشگاه فوتبال ووکینگ، باشگاه فوتبال بیکنزفیلد، باشگاه فوتبال کورینتیان کاسولس، باشگاه فوتبال آلدرشات تاون، باشگاه فوتبال تاچم تاون، باشگاه فوتبال نورتوود، باشگاه فوتبال هارو بورو، و باشگاه فوتبال والتام فورست اشاره کرد.
وی همچنین در تیم ملی فوتبال باربادوس بازی کرده‌است.